# Manoir du Bois Adam
Le manoir du Bois Adam est un manoir du XVIIe siècle-XVIIIe siècle, qui se dresse sur la commune de La Chapelle-Urée dans le département de la Manche en région Normandie.

## Situation
Le manoir du Bois Adam est situé dans le département français de la Manche sur la commune de La Chapelle-Urée au lieudit Le Bois Adam.

## Histoire
L'édifice, construit pour Charles de Bois-Adam , est dans la famille de Boisadam de la fin du XVIIe siècle à 1823.
Des aménagements complémentaires ont lieu durant le XIXe siècle dont un cèdre du Liban qui est planté dans le jardin en 1847.
Le manoir fait l’objet d’une inscription au titre des monuments historiques par arrêté du 25 novembre 1998 : les façades et les toitures, ainsi que les décors intérieurs (escalier, portes, lambris du salon et de la salle à manger au rez-de-chaussée), le jardin dont les murs de clôture du logis sont concernés par l'arrêté.

## Description
La situation du manoir est exceptionnelle, en surplomb du bocage.
Le manoir a conservé des éléments intérieurs, dont des décors du début du XVIIIe siècle.